# Тумар, Виктор Андреевич
Виктор Андреевич Тумар (2 марта 1919, Смолевичский район — 30 мая 1944, Румыния) — стрелок роты автоматчиков 929-го стрелкового полка 254-й стрелковой дивизии 52-й армии 2-го Украинского фронта, красноармеец. Герой Советского Союза.

## Биография
Родился 2 марта 1919 года в деревне Пелика ныне Смолевичского района Минской области Белоруссии в крестьянской семье. Белорус. Окончил 7 классов. Работал на Смолевичском торфозаводе «Красное Знамя».
В Красную Армию призван в 1941 году Сталинский РВК, Белорусская ССР, г. Минск, Сталинский р-н.                                                                             Участник Великой Отечественной войны с июня 1941 года. В 1943—1944 годах освобождал Украину и Румынию.
Стрелок роты автоматчиков 929-го стрелкового полка комсомолец красноармеец Виктор Тумар особо отличился в боях под румынским городом Яссы.
30 мая 1944 года у села Кырпицы в районе Ясс красноармеец Тумар с группой истребителей танков вступил в неравный бой с неприятелем, стремившимся прорваться в тыл советских войск. Советские бойцы уничтожили два танка и один вражеский бронетранспортёр. В критический момент боя, когда вражеские танки ворвались в боевые порядки стрелковой роты, В. А. Тумар с гранатами бросился под танк противника и ценой своей жизни подорвал его.
Похоронен в братской могиле в селе Кырпицы Ясского уезда, позже его прах был перезахоронен в городе Яссы.
Указом Президиума Верховного Совета СССР от 13 сентября 1944 года за образцовое выполнение боевых заданий командования и проявленные при этом мужество и героизм красноармейцу Тумару Виктору Андреевичу посмертно присвоено звание Героя Советского Союза.
Награждён орденом Ленина, медалью.
Навечно зачислен в списки воинской части. Памятник Герою установлен на территории торфозавода «Красное Знамя» Смолевичского района Минской области Белоруссии. В Черницкой средней школе создан музей Героя.